# Idalus fasciipuncta
Idalus fasciipuncta là một loài bướm đêm thuộc phân họ Arctiinae, họ Erebidae.